# Xylota brachygaster
Xylota brachygaster är en tvåvingeart som beskrevs av Samuel Wendell Williston  1892. Xylota brachygaster ingår i släktet vedblomflugor, och familjen blomflugor. Inga underarter finns listade i Catalogue of Life.